# Döme Barbara
Döme Barbara, született Kovács Barbara (Debrecen, 1973. február 7. –) magyar író, újságíró, szerkesztő. Budapesten él és alkot.

## Életpályája
Tanító-közművelődés szakon végezett a Kölcsey Ferenc Református Tanítóképző Főiskolán, ahol diplomamunkáját szociológiából írta, majd kommunikációt és újságírást tanult Egerben, az Eszterházy Károly Tanárképző Főiskolán.
A Magyar Írószövetség Íróiskoláját 2015-ben végezte el. Ezzel egy időben kezdett publikálni irodalmi folyóiratokban, egyebek mellett a Magyar Naplóban, a Székelyföldben, a Hévízben, az Agriában, a Pannon Tükörben, a Szeged folyóiratban, az Előretolt Helyőrségben, a Palócföldben, az Irodalmi Jelenben, a Napútban, és az Ambrooziában. Novellái több antológiában is megjelentek.
Közel harminc éve dolgozik újságíró-szerkesztőként, pályafutását a Hajdú-Bihari Naplónál kezdte, a lap belpolitika rovatánál dolgozott tíz éven át.  Ezt követően Budapesten több lapkiadó munkatársa volt, a leghosszabb időt a Sanoma Média Budapestnél töltötte, ahol szerkesztőként és újságíróként tevékenykedett egészen 2013-ig.
A következő időszakban a Garbó Könyvkiadónál kapott lehetőséget novelláskötetek, regények, antológiák szerkesztésére. Jelenleg is számos irodalmi folyóiratban jelennek meg novellái, versei. Tagja a Magyar Írószövetségnek, a Magyar PEN Clubnak és a Magyar Újságírók Szövetségének. A Magyar Írószövetség választmányi tagja.
2020 óta a Petőfi Kulturális ügynökség munkatársa, a Magyar Kultúra magazin főszerkesztő-helyettese.
Király Farkas József Attila-díjas költővel 2022-ben megalapították a tegnap.ma irodalmi portált, melynek Döme Barbara és Király Farkas is alapító főszerkesztői.
Első interjúköte 1996-ban jelent meg Hármas halál a harmincötösön (Piremon Kiadó) címmel. 2013-ban a Garbo Kiadó adta ki novelláskötetét, melynek címe A nagymama, aki elfelejtett meghalni. Egy évvel később, 2014-ben, ugyanennél a kiadónál publikálta gyerekverseit, a kiadvány címe: Huncutkodó. 2019-ben az Arany János Alapítvány gondozásában újabb novelláskötettel jelentkezett Nők a cekkerben címmel. Ezt követte az Angyalt reggelire című novelláskötete (2021). Első kisregénye 2023-ban jelent meg, Sanyi, az ismeretlen celeb címmel.
Nők a cekkerben című kötete tananyag lett a Vajdaságban 2021-ben, bekerült a vajdasági Magyar Nemzeti Tanács és a Pannon RTV közös projektjeként létrehozott Távoktatás magyar nyelven című iskolásoknak készült programba.

## Elismerések
- Újságírói munkájáért 2011-ben Tolerancia-díjat vehetett át.
- A Hosszú futás című novellája 2016-ban bekerül az év legolvasottabb prózái közé az Irodalmi Jelen Online-on.[3]
- Az Arany Sas-díj történelmi novellapályázatán 2014-ben harmadik helyezést ért el az Erzsike apja című novellával.[4]
- A Nagymama, aki elfelejtett meghalni című novelláskötetének néhány novellájából Ardai Tamás rendező, dramaturg készít forgatókönyvet.
- 2020 Irodalmi Jelen prózadíja,
- 2020 Orpheusz Kiadó – Az év legsikeresebb szerzője díj,
- 2021. Országút irodalmi díj próza kategória

## Kötetei
- Kovács Barbara: Hármas halál a harmincötödön. Debrecen: Piremon Kiadó, 1996
- Döme Barbara: A nagymama, aki elfelejtett meghalni. Budapest: Garbo Kiadó, 2013[5]
- Döme Barbara: Huncutkodó. Budapest: Garbo Kiadó, 2014[6][7]
- Döme Barbara: Nők a cekkerben. Budapest: Arany János Alapítvány, 2019[8][9]
- Döme Barbara: Váratlanvendég. In Ígéretek antológia. Szerk. Dunay Csilla. Budapest: Garbo Kiadó, 2013. 94–97. o.
- Döme Barbara: Házasság. In Kortárs női hangok antológia. Szerk. Alföldi Andrea. Budapest: Magyar Nők Szövetsége, 2014. 74. o.
- Döme Barbara: Novellák. In Lakat vére hull: Válogatás a Magyar Írószövetség íróiskolás hallgatóinak műveiből. Szerk. Szentmártoni János. Budapest: Arany János Alapítvány, 2019
- Angyalt reggelire; Orpheusz, Bp., 2021
- Sanyi, az ismeretlen celeb, Orpheusz, Bp., 2023.

## Bibliográfia
- A fánkos ember ~ Napút Online, 2016. április 20.[10]
- A hatodik ~ Holdkatlan Szépirodalmi és Művészeti Folyóirat
- A házam, Föld, Cserepek - Irodalmi Jelen, 2019[11]
- A kereszt ~ Holdkatlan Szépirodalmi és Művészeti Folyóirat
- A kertészfiú és a kötött sapkás Jézus ~ Irodalmi Jelen 2017[12]
- A kocsma ~ Palócföld folyóirat, 2017-2018[13][14][15]
- A kortárs író karácsonyi levele ~ Irodalmi Jelen, 2016. december 14.[16]
- A lány, aki háromszor Jézus volt ~ Irodalmi Jelen, 2017[17]
- A nő, aki úgy járt ~ Holdkatlan Szépirodalmi és Művészeti Folyóirat
- A szív ~ Magyar Napló, XXVIII. évfolyam, 2016. június, 36-38. oldal
- A szűz  ~ Holdkatlan Szépirodalmi és Művészeti Folyóirat
- A terápia ~ Holdkatlan Szépirodalmi és Művészeti Folyóirat
- A varázsló ~ Holdkatlan Szépirodalmi és Művészeti Folyóirat[18]
- Amikor majdnem megszülettem ~ Előretolt Helyőrség, 2018. december 1.
- Anyám haja ~ Magyar Napló XXVI. évfolyam, 2014. október, 43-44. oldal
- Apám ~ Előretolt Helyőrség, 2019. július 30.
- Árnyéktánc ~ Napút Online, 2018, augusztus 7.[19]
- Az alkoholista, aki elfelejtett inni ~ Előretolt Helyőrség, 2018 február 17.
- Az elveszett félóra ~ Palócföld folyóirat folyóirat, 2017[20]
- Az én szemszögemből ~ Magyar Írószövetség, 2019
- Az új arc ~ Holdkatlan Szépirodalmi és Művészeti Folyóirat[18]
- Az úrinő cekkere ~ Agria VIII. évfolyam, 3. szám, 2014. ősz, 206-208. oldal
- Bábá ~ Hévíz, XXIV. évfolyam, 4.-5. szám, 2016. szeptember, 398.-403. oldal
- Burcsa Bandi felesége ~ Székelyföld Kulturális Folyóirat, 2017[21]
- Casting ~ Holdkatlan Szépirodalmi és Művészeti Folyóirat[18]
- De szeretnék, de szeretnék szegedi író lenni… ~ Szeged folyóirat, 2018
- Drága vendégeim! ~ Előretolt Helyőrség, 2019. december 8.
- Egy kötetnyi élvezet ~ A Szegedi horizont 2019 nem sok a jóból ~ Szeged folyóirat, 2019[22]
- Egyirány ~ Irodalmi Jelen, 2016. január 28.[23]
- Elvesztett félóra ~ Irodalmi Jelen, 2017[24]
- Emlékszoba ~ Irodalmi Jelen, 2016. augusztus 6.[25]
- Felettem ~ Magyar Napló, 2018. február
- Fidlerné, Kovácsné meg a csorba kanna, ~ Előretolt Helyőrség, 2018. május 27.[26]
- Föld, orgazmus, lapátfém - Irodalmi Jelen, 2018[27]
- Hajlam ~ Holdkatlan Szépirodalmi és Művészeti Folyóirat, 2015[18]
- Holnap: Kicsinálni Szép Klaudiát ~ Irodalmi Jelen, 2019. április 6.[28]
- Hosszú futás ~ Irodalmi Jelen XVI. évfolyam, 182. szám, 2016. december. 13-16. oldal
- Hosszú rét ~ Magyar Napló, XXVIII. évfolyam, 2016. június, 35-36. oldal
- Hová tűnt Beke Kató ~ Napút Online, 2017. május 10.[29]
- Irány India! ~ Előretolt Helyőrség, 2018. január 27.
- Játék ~ Székelyföld, XXI. évfolyam, 2. szám, 2017. február[30]
- Jó napot, Dobó Irma! ~  2018
- Júdás csókja a szegedi író szemével ~ Szeged folyóirat, 2019
- Júdás fia ~ Irodalmi Jelen, XVII. évfolyam, 2017. február[31]
- Képzelt párbeszéd Prágai Tamással ~ Napút Online, 2016. július 2.[32]
- Kétfejű gyermek, túszejtés és egyéb drámák ~ 2019
- Ki nevet a végén ~ Palócföld folyóirat 2018. őszi lapszám[33]
- Kihallgatás ~ Pannon Tükör, 2018[34]
- Kiszámoló ~ Irodalmi Jelen, 2018[35]
- Lásó pujáró ~ Irodalmi Jelen, 2018[36]
- Légy a borsólevesben ~ Holdkatlan Szépirodalmi és Művészeti Folyóirat[18]
- Marcipánikrek ~ Napút Online, 2018, március 9.[37]
- Mese a dühös impotensről ~ Napút Online, 2017. június 14.[38]
- Mese a macskáról, aki ember akart lenni ~ Előretolt Helyőrség, 2019. április 30.
- Mi és a pöttytolvaj ~ 2019[39]
- Nők a kredencen ~ Előretolt Helyőrség, 2019. március 6.
- Orgona ~ Napút Online, 2016. május 17.[40]
- Orosz Iván ~  Ambroozia, VI. évfolyam, 5. szám, 2015
- Örökség ~ Székelyföld Kulturális Folyóirat, 2018
- Pont úgy  ~ Holdkatlan Szépirodalmi és Művészeti Folyóirat[18]
- Prágai Tamás emlékére ~ Napút XVII. évfolyam, 7. szám, 2015. szeptember, 16. oldal
- Rózsaszín szirmok ~ Ambroozia, VI. évfolyam, 2015. nyár
- Tálos Ernő meg a víz ~ Székelyföld, XX. évfolyam, 6. szám, 2016. június, 43.-48. oldal
- Tóni, a kutya, a gyerek meg én ~ Napút Online, 2016. október 14.[41]
- Tökéletes áldozat ~ Palócföld folyóirat, 2017. március 17.[42]
- Ünnep ~ Ambroozia, VI. évfolyam, 2015. nyár
- Vendégség ~ Holdkatlan Szépirodalmi és Művészeti Folyóirat[18]
- Zsófi naplója ~ Irodalmi Jelen, 2017[43]